# Schachweltmeisterschaft der Frauen 1933

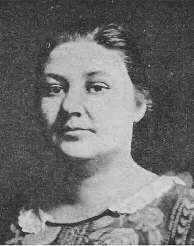
Weltmeisterin Vera Menchik, nach Angaben von Hans Müller „Star unter der bunt gekleideten Amazonenschar“ (Foto um 1935)

Die Schachweltmeisterschaft der Frauen 1933 war das Turnier um den Titel der Weltmeisterin im Schach, das während der Schacholympiade vom 12. bis 24. Juni 1933 in der Leas-Cliff-Hall im Seebad Folkestone ausgetragen wurde.
Es waren durch einen Antrag Vera Menchiks bei der vorherigen Veranstaltung erstmals nach 1927 wieder mehrere Teilnehmerinnen aus einem Land zugelassen. Die österreichische Vorkämpferin Gisela Harum konnte aus finanziellen Gründen nicht teilnehmen. Durch Hans Müller wurde die finanzielle Haltung des österreichischen und wienerischen Obmanns Kotek kritisiert, der kein Geld für die Beschickung der Schacholympiade aufbringen wollte. Für viele Auslagen der österreichischen Schacholympiadenmannschaft kamen somit Spieler, Spender und der ausrichtende Britische Schachverband auf.
Weltmeisterin Vera Menchik verteidigte ihren Titel erfolgreich mit zwölf Punkten aus zwölf Partien. Bereits die Zweitplatzierte Price erreichte nur sieben Punkte.
| # | Spielerin             | 1   | 2   | 3   | 4   | 5   | 6   | 7   | Punkte |
| - | --------------------- | --- | --- | --- | --- | --- | --- | --- | ------ |
| 1 | Vera Menchik          | -   | 1 1 | 1 1 | 1 1 | 1 1 | 1 1 | 1 1 | 12     |
| 2 | Edith Charlotte Price | 0 0 | -   | 1 ½ | 0 ½ | 1 1 | 0 1 | 1 1 | 7      |
| 3 | Mary Gilchrist        | 0 0 | 0 ½ | -   | 1 1 | 1 ½ | ½ ½ | 1 ½ | 6½     |
| 4 | Edith Michell         | 0 0 | 1 ½ | 0 0 | -   | ½ 1 | 1 1 | 0 1 | 6      |
| 5 | Alice Tonini          | 0 0 | 0 0 | 0 ½ | ½ 0 | -   | 1 1 | 0 1 | 4      |
| 6 | Paulette Schwartzmann | 0 0 | 1 0 | ½ ½ | 0 0 | 0 0 | -   | 1 ½ | 3½     |
| 7 | Jeanne d’Autremont    | 0 0 | 0 0 | 0 ½ | 1 0 | 1 0 | 0 ½ | -   | 3      |